# Rita Baum
Rita Baum – czasopismo literacko-artystyczne wydawane nieregularnie we Wrocławiu od 1998, od 2009 kwartalnik. Pojawia się zarówno w formie drukowanej, jak i elektronicznej. Głównym założeniem jest koncepcja „pisma-ciała”.
Objętość czasopisma jest zmienna, nie posiada także stałego formatu, który jest dostosowywany do każdego numeru, ze względu na jego tematykę. W piśmie można znaleźć artykuły dotyczące historii sztuki, estetyki, filozofii Wschodu, socjologii, wywiady z poetami i prozaikami, rozmowy z polskimi filozofami, teksty na temat muzyki współczesnej i kierunków eksperymentalnych oraz prezentacje poezji polskiej i obcej. Niektóre numery zostały poświęcone w całości jednemu tematowi, między innymi surrealizmowi, szaleństwu, kobietom, bitnikom, buddyzmowi, kulturze niemieckiej, historii czy festiwalowi opowiadania. Rita Baum prezentowała artykuły o metafizyce Emmanuela Lévinasa, kosmologii i miłości według Charles’a Fouriera, działaniach i twórczości Josepha Beuysa oraz grupy Fluxus, a także teksty o szaleństwie widzianym w najróżniejszych perspektywach kulturowo-społecznych.
W 2006 redakcja rozpoczęła działalność wydawniczą w ramach „Biblioteki Rity Baum” (m.in. książki Ewy Sonnenberg, Darka Orwata, Jerzego Franczaka, Agnieszki Kłos, Cezarego Domarusa, Adama Wiedemanna, Grzegorza Wróblewskiego i Konrada Góry).
Poza wydawaniem czasopisma, Rita Baum jako stowarzyszenie, organizowało wiele imprez i wydarzeń kulturalnych, m.in. Czytanie w Ciemnosciach, Festiwal Rita Fest no 1, Atak Czasopism, młode pisma literacko-artystyczne we Wrocławiu (czerwiec 2007), Rita Fest no. 2, Blog Festival (listopad 2007).

## Historia
Czasopismo powstało w 1998, z inicjatywy Marcina Czerwińskiego, Dariusza Orwata i Edyty Purzyckiej, redaktorów czasopisma studenckiego „Maska”. Początkowo miała nazywać się St. Mira. Pierwszym wydawcą było wrocławskie wydawnictwo Lena, następnie tę funkcję przejęło stowarzyszenie Nikt. W latach 90. Rita Baum była dofinansowana przez Fundację Batorego, która prowadziła program mający na celu wspieranie czasopism kulturalnych. W późniejszym czasie wsparcie finansowe uzyskano z Fundacji Otwarty Kod Kultury. W ostatnim okresie Rita Baum otrzymywała wsparcie od Gminy Wrocław, a wydawcą jest Stowarzyszenie Rita Baum.

## Redakcja i współpracownicy
W skład redakcji wchodzili Marcin Czerwiński (redaktor naczelny), Piotr Czerniawski, Andrzej Ficowski, Agnieszka Kłos, Ewa Miszczuk i Paweł Piotrowicz. Z czasopismem współpracują m.in. Dariusz Orwat i Adam Wiedemann. Po odejściu w 2018 Marcina Czerwińskiego w redakcji pozostali jedynie Andrzej Ficowski i Ewa Miszczuk, do których dołączył następnie Marcin Maziej.
Na przestrzeni lat z Ritą Baum współpracowały także takie osoby jak Beata Bełzak (2003-2004), Paweł Binek (1999-2000), Karolina Królikowska (1998-2003), Romuald Lazarowicz (1999-2001), Piotr Paschke (2000-2004), Aleksander Popiel (1998-2003), Edyta Purzycka (2000-2001), Sylwester Zawadzki (1998-2001), Aleksandra Zoń (2007), Ewa Sonnenber (2000-obecnie).